# Abu Yahya Abu Bakr
Abu Yahya Abu Bakr ibn Abdalhaqq (arabisch أبو يحيى أبو بكر بن عبد الحق, DMG Abū Yaḥyā Abū Bakr b. ʿAbd al-Ḥaqq; † 1258) war der erste Sultan der Meriniden in Marokko (1244–1258).
Nachdem die Meriniden schon seit Beginn des 13. Jahrhunderts mit den Almohaden zusammengestoßen waren, stiegen sie durch den Niedergang des Almohadenreiches zu einem wichtigen Machtfaktor in Marokko auf. Zunächst ließen sich die Meriniden noch als Söldner von den Almohaden gegen die Abdalwadiden einsetzen, doch kam es unter Abu Yahya Abu Bakr (1244–1258) nach dem Tod des Almohadenkalifen Ali Abul-Hasan as-Said (1242–1248) zum Ende dieser Zusammenarbeit. 
Schon 1245 fiel Meknès in die Hand der Meriniden, während Fès drei Jahre später (1248) erobert und zur Hauptstadt der neuen Dynastie erhoben wurde. Damit war das Reich der Almohaden auf Südmarokko beschränkt. Um die Legitimität der neuen Dynastie zu stärken, erkannte Abu Yahya Abu Bakr zunächst das Kalifat der Hafsiden in Ifrīqiya an. In den eroberten Gebieten setzte Abu Yahya Abu Bakr seine Söhne und andere Verwandte als Statthalter ein. 
Nach dessen Tod kam es deshalb zu Machtkämpfen innerhalb des Merinidenclans. In diesen setzt sich der Statthalter von Fes, Abu Yusuf Yaqub (1258–1286) als neuer Herrscher durch.